# Inge Lehmannová
Inge Lehmannová (13. května 1888, Kodaň – 21. února 1993, tamtéž) byla dánská seismoložka a geofyzička, která objevila na začátku třicátých let na základě údajů z novozélandských zemětřesení z let 1928 a 1931 vnitřní jádro Země. Svou hypotézu publikovala v roce 1936.